# Baby Bump
Baby Bump – polski film fabularny z 2015 roku w reżyserii i według scenariusza debiutującego Kuby Czekaja. Obraz miał swoją światową premierę 3 września 2015 na 72. MFF w Wenecji.
Zdobył nominację do Orłów za najlepsze kostiumy.

## Produkcja
Film powstał w ramach konkursu Biennale College Cinemaref.
Okres zdjęciowy rozpoczął się w marcu 2015 roku i trwał 20 dni. Zdjęcia kręcono w Warszawie. 

## Opis fabuły
Mickey House sprzedaje własny mocz kolegom zagrożonym wpadką na teście narkotykowym, żeby zarobić na operację odstających uszu. A wygląd to i tak najmniejszy z problemów 11-latka. 

## Obsada
Obsada na podstawie Filmwebu:
- Kacper Olszewski jako Mickey House
- Agnieszka Podsiadlik jako Mamuśka
- Caryl Swift jako Jerboa Mouse
- Sebastian Łach jako Pan Porucznik
- Weronika Wachowska jako Serdeczna I Od Serca